# حامد آهنگی
حامد آهنگی (زادهٔ ۱۷ تیر ۱۳۵۸) کمدین، مجری، بازیگر و کارگردان سینما و تلویزیون است. آهنگی فعالیت هنری را از سال ۱۳۸۰ آغاز کرد و در سال ۱۳۹۵ با اجرا در برنامه خندوانه به شهرت رسید. 

## اوایل زندگی
وی در ۱۷ تیر ۱۳۵۸ در بندرانزلی زاده شده است، حامد آهنگی در یک خانواده ۵ نفره در بندر انزلی بزرگ شده است. او در رده نونهالان به باشگاه فوتبال ملوان بندرانزلی رفت و در رده نوجوانان و جوانان نیز در پست مهاجم بازی کرد، اما از مقطعی به بعد این ورزش را ادامه نداد.

## زندگی هنری
او در سال ۱۳۷۲ و از سن ۱۴ سالگی وارد گروه‌های نمایشی بندرانزلی شد و چند سال بعد با بازی در نمایش درام به کارگردانی محمدعلی انتظاری، جایزه بازیگری تئاتر دانش‌آموزی استان را کسب کرد. در سال ۱۳۸۰ در کنار جواد نظری کار در برنامه جنگ شبانه را آغاز کرد و به عنوان نویسنده و کارگردان، نمایش‌های مختلفی از جمله سفر پرماجرا، کنکور، ماهواره، کلاس درس، داماد تصادفی و منشی قلابی را اجرا کرد.
آغاز کار حرفه‌ای آهنگی، در سال ۱۳۸۱ و با دعوت شبکه باران شکل گرفت؛ و او همکاری با تلویزیون را تجربه کرد و در طول سالیان برنامه‌های مختلفی برای این شبکه ساخت. در سال ۱۳۸۹ و با دعوت حمید خندان به برنامه شب‌های کیش پیوست و به صورت ماهانه در جزیره کیش به اجرای برنامه پرداخت. پس از معرفی استندآپ کمدی در برنامه خندوانه؛ وی در سال ۱۳۹۵ اجرای برنامه استندآپ در خندوانه را آغاز کرد و به شهرت رسید.

## فیلم‌شناسی

### سینما
| سال  | عنوان                 | سمت     | کارگردان                   |
| ۱۴۰۳ | طهران۵۷               | بازیگر  | ایمان یزدی                 |
| ۱۴۰۲ | خرچنگ                 | بازیگر  | مصطفی شایسته               |
| ۱۴۰۱ | شنگول منگول           | صداپیشه | کیانوش دالوند فرزاد دالوند |
| ۱۳۹۹ | ایران ۶۸              | بازیگر  | متین اوجانی                |
| ۱۳۹۸ | چند می‌گیری گریه کنی ۲ | بازیگر  | علی توکل نیا               |
| ---- | --------------------- | ------- | -------------------------- |

### تلویزیون
| سال       | عنوان            | سمت                   | کارگردان         |
| --------- | ---------------- | --------------------- | ---------------- |
| ۱۴۰۱      | دورهمی           | شرکت‌ کننده            | مهران مدیری      |
| ۱۴۰۰_۱۳۹۹ | شوتبال           | مجری                  | محمد پیوندی      |
| ۱۳۹۹      | بچه محل          | بازیگر                | احمد درویشعلی‌پور |
| ۱۳۹۸      | شش قهرمان و نصفی | بازیگر                | حسین قناعت       |
| ۱۳۹۶      | لژیونر           | بازیگر                | مسعود آپ پرور    |
| ۱۳۹۹_۱۳۹۵ | خندوانه          | استندآپ کمدین و مهمان | رامبد جوان       |

### نمایش خانگی
| سال       | عنوان       | سمت        | کارگردان       |
| ۱۴۰۴      | شفرونی      | شرکت کننده | رضا مهرانفر    |
| ۱۴۰۳      | مافیا دن    | مربی       | محمدرضا درخشان |
| ۱۴۰۳      | قهوه پدری   | بازیگر     | مهران مدیری    |
| ۱۴۰۲      | نیوکمپ      | بازیگر     | منوچهر هادی    |
| ۱۴۰۲      | تی‌ان‌تی      | مجری       | خودش           |
| ۱۴۰۱      | جوکر        | شرکت کننده | احسان علیخانی  |
| ۱۴۰۳_۱۴۰۰ | شب آهنگی    | مجری       | خودش           |
| ۱۴۰۱_۱۳۹۹ | شب‌های مافیا | شرکت کننده | سعید ابوطالب   |
| ۱۳۹۸      | شام ایرانی  | شرکت کننده | سعید ابوطالب   |
| --------- | ----------- | ---------- | -------------- |

## جوایز و نامزدی‌ها
| جایزه      | سال  | بخش                   | اثر نامزدشده | نتیجه    |
| ---------- | ---- | --------------------- | ------------ | -------- |
| جوایز حافظ | ۱۴۰۰ | بهترین چهره تلویزیونی | شب آهنگی     | نامزدشده |
| جوایز حافظ | ۱۴۰۲ | بهترین چهره تلویزیونی | تی‌ان‌تی       | نامزدشده |
| جوایز حافظ | ۱۴۰۳ | بهترین چهره تلویزیونی | شب آهنگی     | نامزدشده |